# Testament of Youth
Testament of Youth è un film del 2014 diretto da James Kent, ispirato al romanzo Generazione perduta della scrittrice britannica Vera Brittain.
La pellicola racconta gli anni giovanili dell'autrice, ritrovatasi a vivere da vicino gli orrori della prima guerra mondiale in cui ha perso il fratello Edward, il fidanzato Roland e l'amico Victor, che saranno alla base del best seller.

## Trama
Vera Brittain vive in una famiglia benestante del Derbyshire: la ragazza ha un talento innato per la scrittura, ma il padre non vuole mandarla al college perché all'epoca l'istruzione delle donne passava in secondo piano rispetto alle esigenze dei maschi. Per questo motivo il fratello Edward ha avuto la possibilità di studiare in scuole prestigiose, mentre lei si è dovuta istruire da autodidatta durante la gestione del ménage familiare.

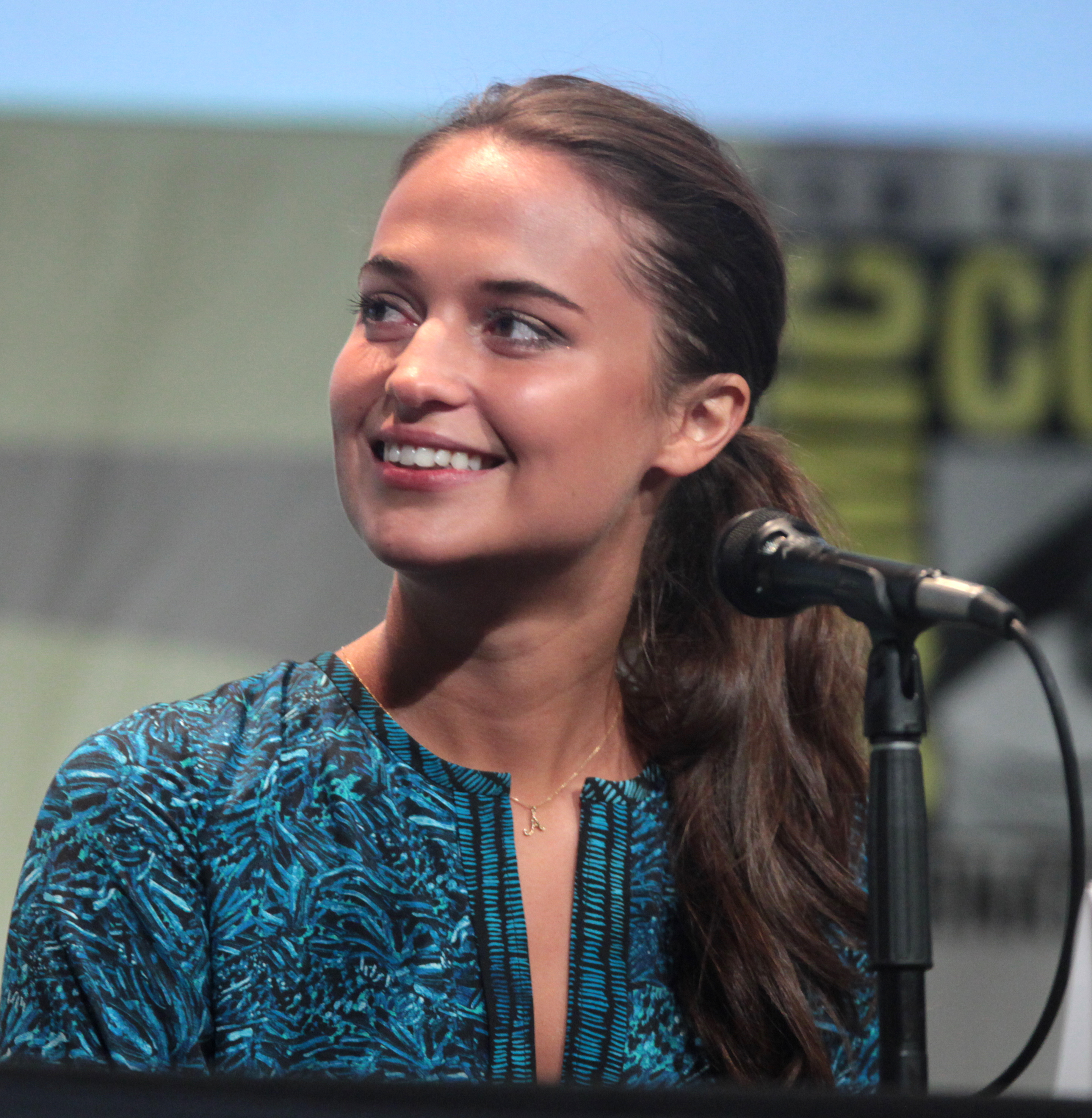
Alicia Vikander nel 2015

Nell'estate del 1914 Edward torna a casa per trascorrere le vacanze in compagnia di due amici: Victor e Roland. Mentre il primo è un tipo simpatico ma un po' imbranato, Vera si scopre infatuata di Roland anche grazie alla comune affinità per la letteratura. Edward chiede al padre di dare a Vera la possibilità di sostenere l'esame di ammissione al Somerville College di Oxford per non disperdere le sue capacità. Accompagnata dalla zia Belle, Vera si reca a Oxford ed è convinta di non aver passato l'esame perché, non sapendo che era necessaria la conoscenza del latino, ha risposto alle domande in tedesco. Nel frattempo, la storia con Roland sta diventando così seria che il ragazzo la presenta ai suoi genitori durante il giuramento dei nuovi cadetti: è il 28 giugno, giorno in cui l'arciduca austriaco Francesco Ferdinando viene assassinato a Sarajevo, lo stesso in cui Vera ha ricevuto la risposta da Oxford in cui si legge che, nonostante la sua impreparazione in latino, è stata ammessa.
Quando da lì a poco la Gran Bretagna entra nella prima guerra mondiale, tanti ragazzi corrono ad arruolarsi per servire la patria: non Edward perché suo padre, intravedendo una guerra lunga e dalle conseguenze nefaste, non vuole mandare il figlio a morire. Vera decide di ricambiare il favore di Edward e convince il padre a mandarlo al fronte, spingendo sulla maturità del fratello e sul fatto che in futuro potrebbe essere disprezzato dai suoi coetanei per non aver preso parte a un evento storico. Anche Roland si è arruolato, mentre Victor è stato dichiarato inabile per problemi alla vista: Vera e il fidanzato hanno modo di trascorrere una giornata insieme in città, sorvegliati dalla zia Belle.
Quella che doveva essere una guerra veloce e indolore contro i tedeschi si trasforma invece in un conflitto lungo e logorante, con i soldati costretti a vivere dentro le trincee. Vera se ne accorge non soltanto dai limitati scambi epistolari con Roland, il quale sembra essersi disinteressato di lei, ma anche dalla trasformazione del fidanzato durante i periodi di licenza. Vera non se la sente di restare chiusa a Oxford mentre fuori imperversa la guerra e si ostina con Miss Lorimer, la preside dell'istituto, di poter andare a lavorare tra le infermiere volontarie che assistono i soldati feriti. Al rientro della sua ultima licenza, Roland propone a Vera di sposarsi il Natale successivo e le assicura che è stato trasferito in un ufficio, lontano dalle azioni di guerra. Vera è pronta a sposare Roland, ma proprio il giorno del matrimonio le telefona la madre del fidanzato per comunicarle che è morto al fronte. La famiglia di Roland riceve gli oggetti personali del ragazzo e Vera trova i versi di una poesia che lui aveva scritto l'estate in cui si sono conosciuti, accompagnati ai fiori del campo in cui con ogni probabilità è caduto.
Anche Victor alla fine è riuscito ad arruolarsi, ma è ritornato a casa con gravi ferite al volto che gli hanno fatto perdere la vista. In un impeto di pietà verso l'amico, Vera gli propone di sposarsi perché necessita di assistenza continua: Victor non è però molto convinto di sacrificare gli anni migliori di Vera al suo fianco, un'eventualità che comunque non si presenta a causa della morte del ragazzo, evidentemente troppo debilitato per poter sopravvivere. Quando suo fratello Edward la informa che è entrato nel contingente che opererà in Francia, Vera decide di partire in missione per stargli più vicino in caso di bisogno. Vera si trova a operare in un contesto ancora più grave rispetto al precedente, dato che deve assistere soldati moribondi in catapecchie di fortuna e tra i mutilati ci sono anche soldati tedeschi. Edward rimane ferito e Vera riesce a salvarlo, ma il ragazzo sente di non aver finito e riparte pochi giorni dopo per combattere in Italia. Vera torna a casa, dove apprende che purtroppo anche il fratello è caduto in battaglia. L'11 novembre 1918 viene proclamato l'armistizio.
Ottemperando a una promessa fatta al fratello prima di salutarlo per l'ultima volta in Francia, Vera torna a Oxford per riprendere gli studi. Inizialmente la ragazza fatica a riambientarsi alla vita normale dopo tutti i traumi vissuti, ma grazie all'amicizia di una compagna di studi trova la forza per andare avanti e laurearsi. Durante un comizio del Partito Conservatore, dove ci si lamenta del mancato annientamento della Germania, Vera prende la parola ed esprime tutta la sua rabbia per una guerra che le ha portato via il fratello, il fidanzato e un caro amico: la ragazza si rammarica di aver convinto il padre a mandare a morire il fratello, ma non si vergogna di aver salvato la vita a un soldato tedesco perché tutti i ragazzi morti al fronte erano uguali e senza bandiere. È in questo momento che matura in Vera quel sentimento pacifista che diventerà la sua unica ragione di vita.

## Attori principali, regista e produttore alla première mondiale diTestament of Youth, ottobre 2014

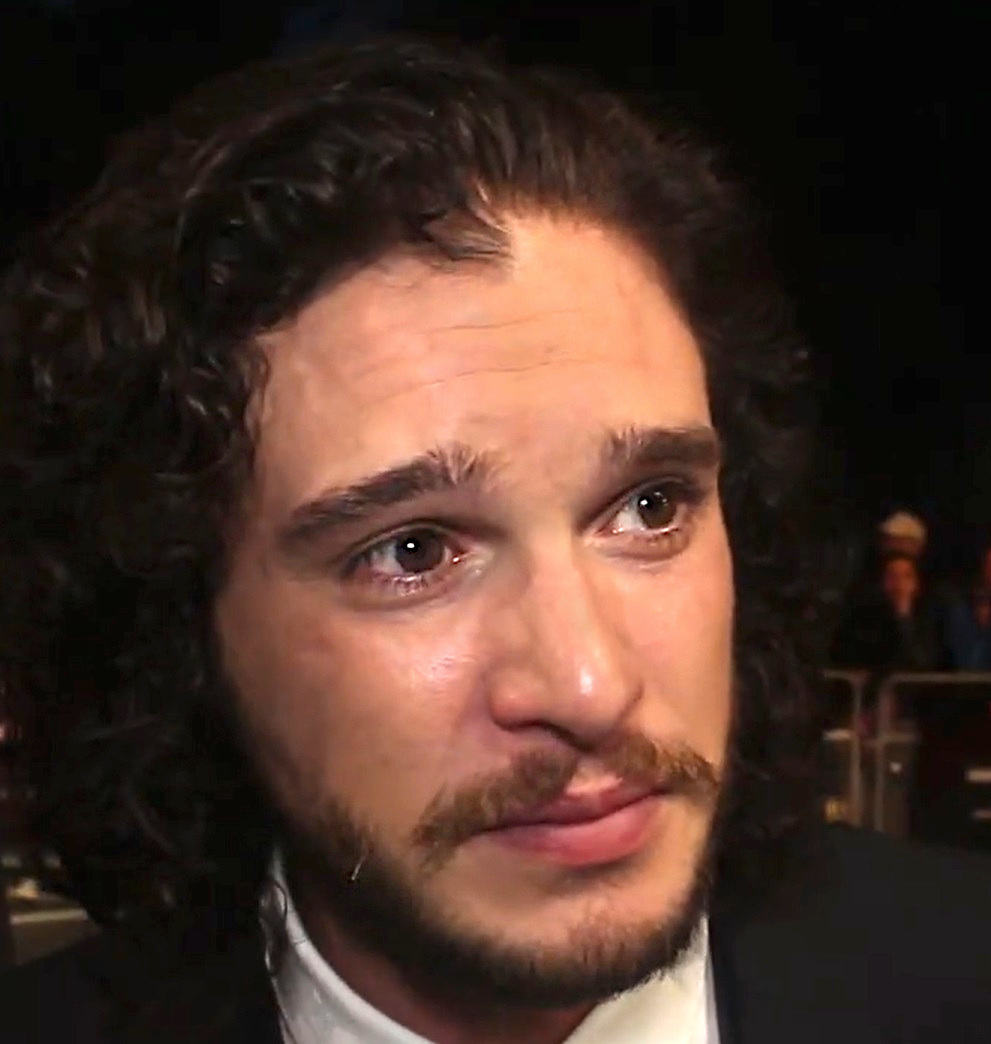
Kit Harington
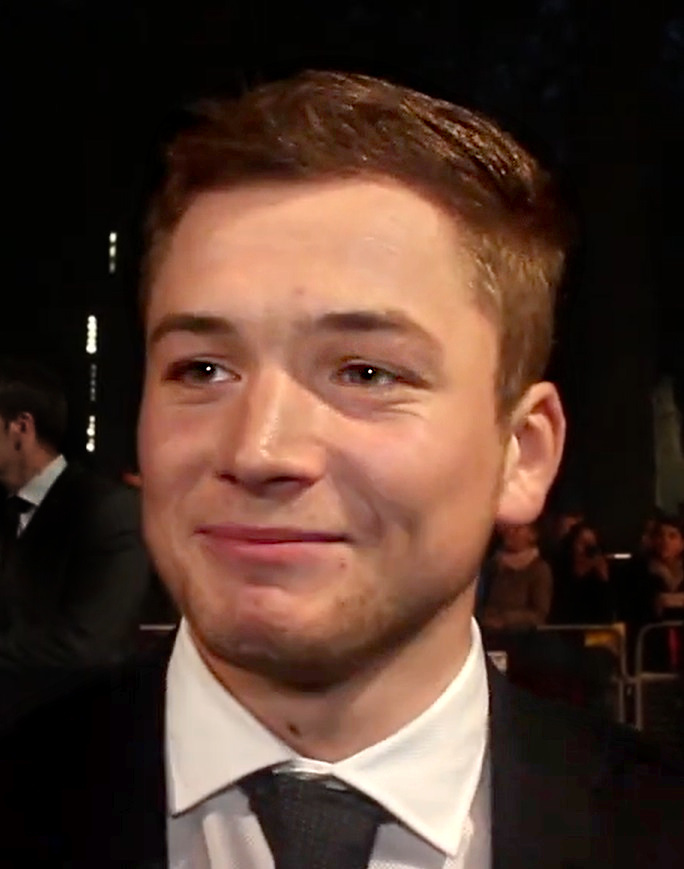
Taron Egerton
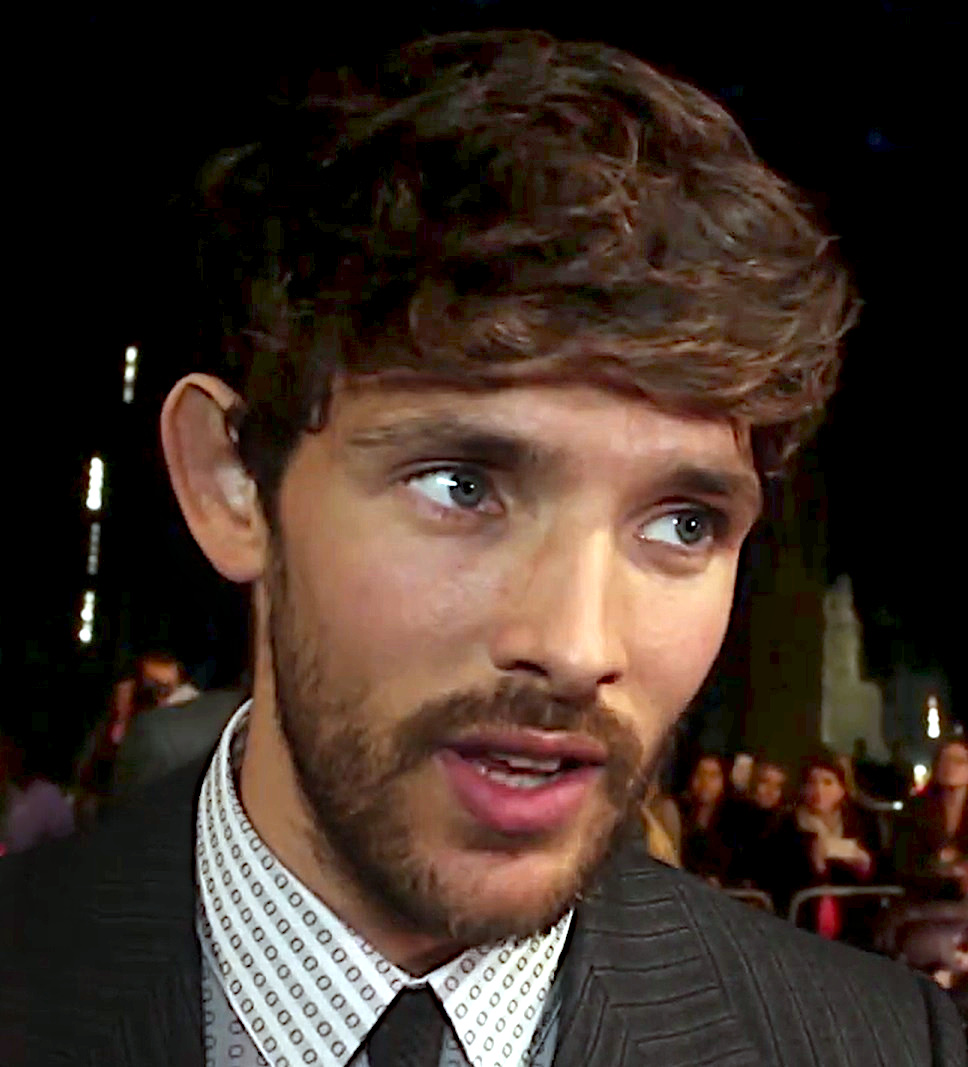
Colin Morgan
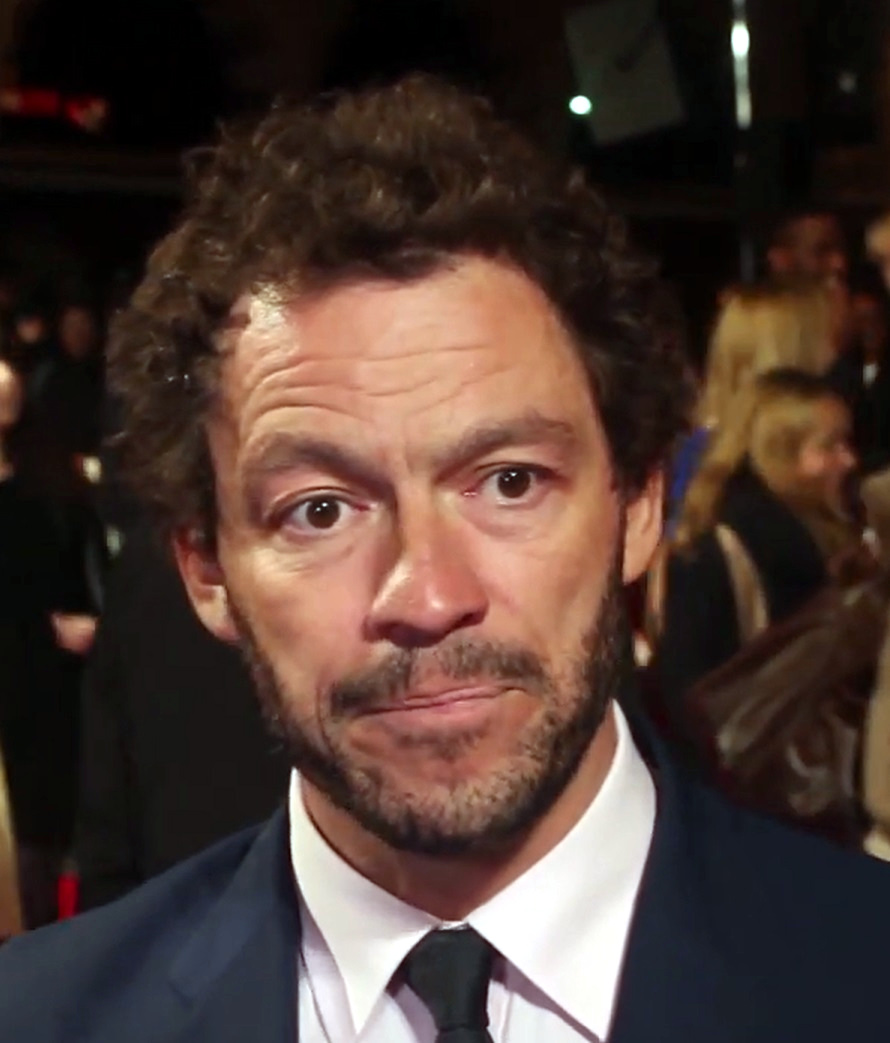
Dominic West
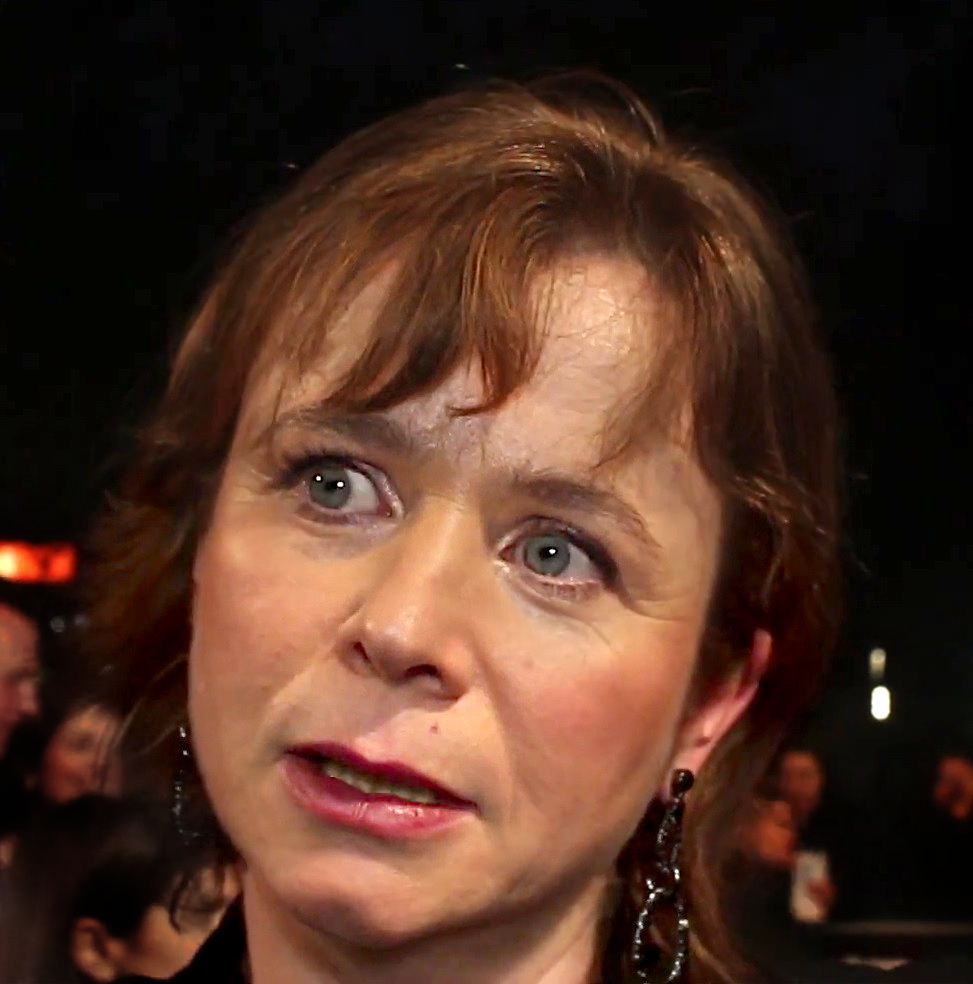
Emily Watson
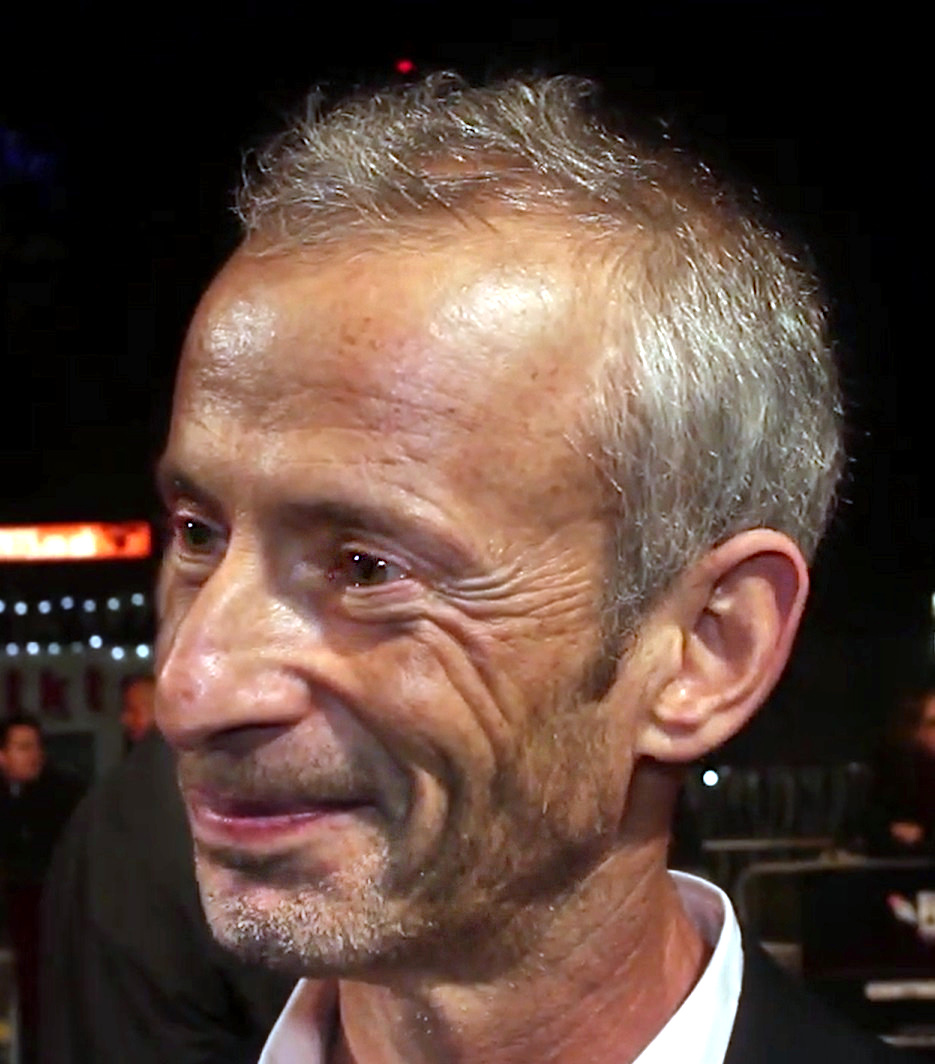
James Kent
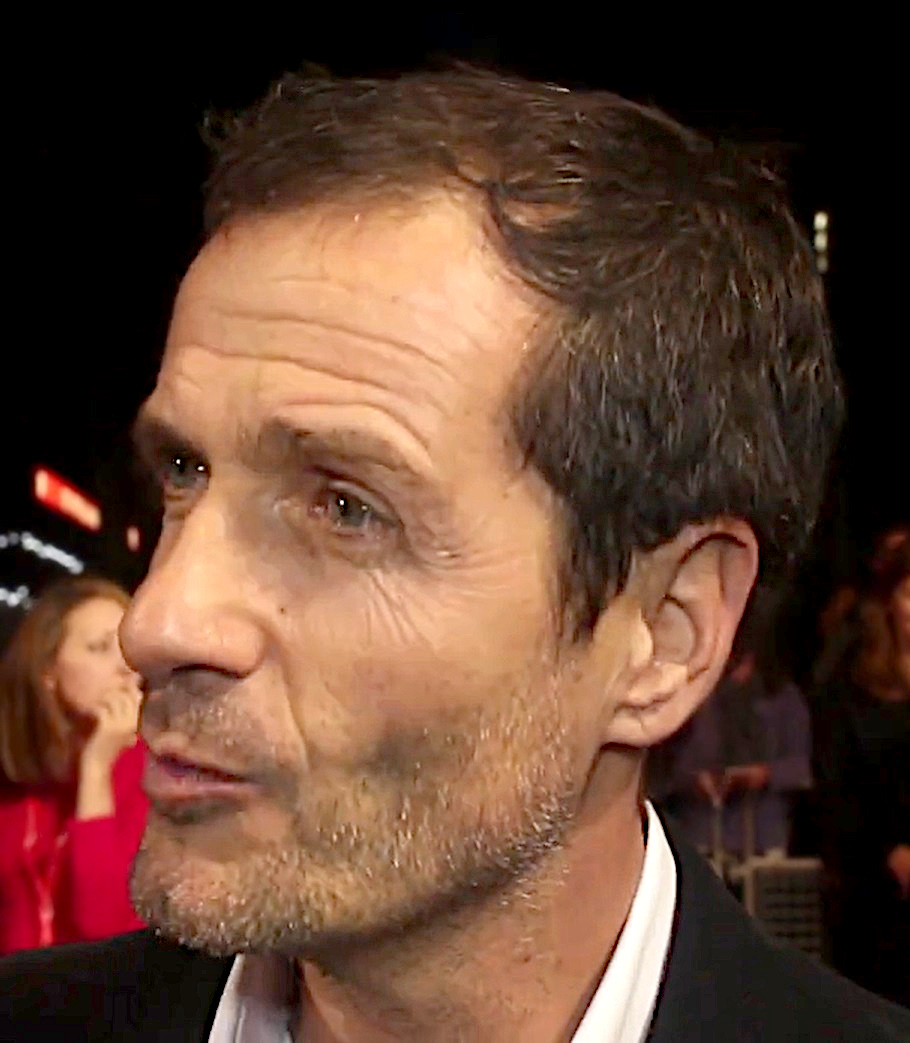
David Heyman (producer)